# Il sentiero dei fiori
Il sentiero dei fiori (ぴんとこな?, Pin to kona) è un manga del 2009 scritto e disegnato da Ako Shimaki, edito dalla Shōgakukan sulla rivista Cheese!; l'edizione italiana è stata pubblicata da Goen a partire dal 2013; nel medesimo anno, dall'opera è stato tratto un dorama, anch'esso intitolato Pin to kona.

## Trama
Takeru Kawamura è un ragazzo appartenente a una famiglia estremamente facoltosa, che tramanda da generazione l'arte del teatro kabuki; pur recitando in maniera superficiale e senza passione, Takeru è comunque pieno di ammiratrici, molte delle quali frequentano la sua stessa scuola. Il giovane tuttavia ha un colpo di fulmine nei confronti della prima ragazza che si comporta con lui in maniera diversa, Ayame Chiba: quest'ultima, pur essendo una grande amante del kabuki, afferma infatti di non gradire per nulla il suo modo di recitare svogliato, e di non provare per lui alcuna attrazione.
Essendosi innamorato in maniera seria di Ayame, Takeru inizia a impegnarsi realmente nella recitazione, e allo stesso tempo cerca di far comprendere alla ragazza il suo vero carattere; Ayame è però innamorata da tempo di un suo amico d'infanzia, Hiroki Hongo, che al contrario per arrivare a recitare i propri ruoli nel kabuki ha dovuto superare varie difficoltà, le quali lo hanno infine portato a diventare un vero e proprio arrivista, pronto a utilizzare qualsiasi mezzo per raggiungere i propri obiettivi. Takeru e Hiroki si ritrovano così a essere rivali: da un lato sul palco, nel corso degli spettacoli; dall'altro nella vita di tutti i giorni, per conquistare il cuore di Ayame.

## Manga

### Volumi
| Nº | Data di prima pubblicazione | Data di prima pubblicazione | Data di prima pubblicazione | Data di prima pubblicazione |
| Nº | Giapponese                  | Giapponese                  | Italiano                    | Italiano                    |
| -- | --------------------------- | --------------------------- | --------------------------- | --------------------------- |
| 1  | 26 febbraio 2010            | ISBN 978-4-09-133049-9      | 30 novembre 2013            | ISBN 978-8-86-712181-6      |
| 2  | 26 agosto 2010              | ISBN 978-4-09-133357-5      | 15 marzo 2014               | ISBN 978-8-86-712432-9      |
| 3  | 26 gennaio 2011             | ISBN 978-4-09-133713-9      | 17 maggio 2014              | ISBN 978-8-86-712222-6      |
| 4  | 26 maggio 2011              | ISBN 978-4-09-133860-0      | 5 luglio 2014               | ISBN 978-8-86-712246-2      |
| 5  | 26 luglio 2011              | ISBN 978-4-09-133632-3      | 6 settembre 2014            | ISBN 978-8-86-712269-1      |
| 6  | 26 dicembre 2011            | ISBN 978-4-09-134197-6      | 28 novembre 2015            | ISBN 978-8-86-712303-2      |
| 7  | 26 giugno 2012              | ISBN 978-4-09-134447-2      | 12 marzo 2021               | ISBN 978-8-86-712320-9      |
| 8  | 26 novembre 2012            | ISBN 978-4-09-134810-4      | 12 marzo 2021               | ISBN 978-8-89-284056-0      |
| 9  | 26 aprile 2013              | ISBN 978-4-09-135024-4      | 25 giugno 2021              | ISBN 978-8-89-284331-8      |
| 10 | 26 luglio 2013              | ISBN 978-4-09-135509-6      | 16 luglio 2021              | ISBN 978-8-89-284113-0      |
| 11 | 24 gennaio 2014             | ISBN 978-4-09-135816-5      | 30 luglio 2021              | ISBN 978-8-89-284141-3      |
| 12 | 26 giugno 2014              | ISBN 978-4-09-135870-7      | 17 dicembre 2021            | ISBN 978-8-89-284143-7      |
| 13 | 24 ottobre 2014             | ISBN 978-4-09-136457-9      | 28 gennaio 2022             | ISBN 978-8-89-284163-5      |
| 14 | 26 febbraio 2015            | ISBN 978-4-09-136897-3      | 18 marzo 2022               | ISBN 978-8-89-284207-6      |
| 15 | 26 giugno 2015              | ISBN 978-4-09-137348-9      | 22 aprile 2022              | ISBN 978-8-89-284229-8      |
| 16 | 26 novembre 2015            | ISBN 978-4-09-138040-1      | 29 aprile 2022              | ISBN 978-8-89-284258-8      |